# Якоб Макарашвілі
Якоб Макарашвілі (груз. იაკობ მაქარაშვილი; нар. 28 грудня 1985) — грузинський борець вільного стилю, бронзовий призер чемпіонату Європи, срібний та бронзовий призер Кубків світу, учасник Олімпійських ігор.

## Життєпис
Боротьбою почав займатися з 1996 року. 
Виступає за команду «Олімпійські резерви», Тбілісі. Тренер — Шаков Бендінідіс і Каха Макарашвілі.

## Спортивні результати на міжнародних змаганнях

### Виступи на Олімпіадах
| Змагання                    | Збірна | Вагова категорія          | Місце |
| --------------------------- | ------ | ------------------------- | ----- |
| Літні Олімпійські ігри 2016 | Грузія | вільна боротьба, до 74 кг | 11    |

### Виступи на Чемпіонатах світу
| Змагання                        | Збірна | Вагова категорія          | Місце |
| ------------------------------- | ------ | ------------------------- | ----- |
| Чемпіонат світу з боротьби 2013 | Грузія | вільна боротьба, до 74 кг | 5     |

### Виступи на Чемпіонатах Європи
| Змагання                         | Збірна | Вагова категорія          | Місце  |
| -------------------------------- | ------ | ------------------------- | ------ |
| Чемпіонат Європи з боротьби 2014 | Грузія | вільна боротьба, до 74 кг | 9      |
| Чемпіонат Європи з боротьби 2016 | Грузія | вільна боротьба, до 74 кг | Бронза |

### Виступи на Кубках світу
| Змагання                    | Збірна | Вагова категорія          | Місце  |
| --------------------------- | ------ | ------------------------- | ------ |
| Кубок світу з боротьби 2012 | Грузія | вільна боротьба, до 74 кг | 15     |
| Кубок світу з боротьби 2013 | Грузія | вільна боротьба, до 74 кг | Срібло |
| Кубок світу з боротьби 2016 | Грузія | вільна боротьба, до 74 кг | Бронза |
| Кубок світу з боротьби 2017 | Грузія | вільна боротьба, до 74 кг | 7      |

### Виступи на інших змаганнях
| Змагання                                                       | Збірна | Вагова категорія          | Місце  |
| -------------------------------------------------------------- | ------ | ------------------------- | ------ |
| Золотий Гран-прі з боротьби 2008                               | Грузія | вільна боротьба, до 74 кг | 10     |
| Золотий Гран-прі з боротьби 2010 (Тбілісі)                     | Грузія | вільна боротьба, до 74 кг | 13     |
| Золотий Гран-прі з боротьби 2012 (Тегеран)                     | Грузія | вільна боротьба, до 74 кг | 5      |
| Золотий Гран-прі з боротьби 2012 (Баку)                        | Грузія | вільна боротьба, до 74 кг | 5      |
| Турнір Алі Алієва 2013                                         | Грузія | вільна боротьба, до 74 кг | Бронза |
| Міжнародний турнір Дінмухамеда Кунаєва 2013                    | Грузія | вільна боротьба, до 74 кг | Срібло |
| Кубок Тахті 2014                                               | Грузія | вільна боротьба, до 74 кг | 13     |
| Кубок Тахті 2015                                               | Грузія | вільна боротьба, до 74 кг | 12     |
| Турнір Олександра Медведя 2015                                 | Грузія | вільна боротьба, до 74 кг | Срібло |
| Кубок Алроси 2015                                              | Грузія | вільна боротьба, до 74 кг | Бронза |
| Міжнародний турнір Дінмухамеда Кунаєва 2015                    | Грузія | вільна боротьба, до 74 кг | 8      |
| Турнір Олександра Медведя 2016                                 | Грузія | вільна боротьба, до 74 кг | 32     |
| Олімпійський кваліфікаційний турнір з боротьби 2016 (Зренянин) | Грузія | вільна боротьба, до 74 кг | Срібло |
| Кубок Європейських націй 2016                                  | Грузія | команда                   | Золото |
| Pro Wrestling League 2017                                      | Грузія | команда                   | 4      |
| Гран-прі Німеччини з боротьби 2017                             | Грузія | вільна боротьба, до 74 кг | 5      |